# Prostanthera
Genre
Classification phylogénétique
Prostanthera, communément appelée « menthe-buisson » (Mint-bush), est un genre deplantes à fleurs de la famille des Lamiaceae. Il en existe environ 90 espèces toutes endémiques d'Australie.
C'est le genre type de la sous-famille des Prostantheroideae.

## Principales espèces
- Prostanthera albiflora
- Prostanthera albohirta
- Prostanthera althoferi
- Prostanthera ammophila
- Prostanthera arenicola
- Prostanthera askania
- Prostanthera aspalathoides
- Prostanthera baxteri
- Prostanthera behriana
- Prostanthera caerulea
- Prostanthera calycina
- Prostanthera campbellii
- Prostanthera canaliculata
- Prostanthera carrickiana
- Prostanthera centralis
- Prostanthera chlorantha
- Prostanthera cineolifera
- Prostanthera clotteniana
- Prostanthera collina
- Prostanthera cruciflora
- Prostanthera cryptandroides
- Prostanthera cuneata
- Prostanthera decussata
- Prostanthera densa
- Prostanthera denticulata
- Prostanthera discolor
- Prostanthera eckersleyana
- Prostanthera eriocalyx
- Prostanthera eurybioides
- Prostanthera florifera
- Prostanthera galbraithiae
- Prostanthera granitica
- Prostanthera grylloana
- Prostanthera hindii
- Prostanthera hirtula
- Prostanthera howellae
- Prostanthera incana
- Prostanthera incisa
- Prostanthera incurvata
- Prostanthera junonis'
- Prostanthera lanceolata
- Prostanthera laricoides
- Prostanthera lasianthos
- Prostanthera linearis
- Prostanthera lithospermoides
- Prostanthera magnifica
- Prostanthera marifolia
- Prostanthera megacalyx
- Prostanthera melissifolia
- Prostanthera microphylla
- Prostanthera monticola
- Prostanthera nanophylla
- Prostanthera nivea
- Prostanthera nudula
- Prostanthera ovalifolia
- Prostanthera palustris
- Prostanthera parvifolia
- Prostanthera patens
- Prostanthera pattila
- Prostanthera pedicellata
- Prostanthera petrophila
- Prostanthera phylicifolia
- Prostanthera porcata
- Prostanthera prunelloides
- Prostanthera rhombea
- Prostanthera ringens
- Prostanthera rotundifolia
- Prostanthera rugosa
- Prostanthera saxicola
- Prostanthera scutata
- Prostanthera scutellarioides
- Prostanthera semiteres
- Prostanthera sericea
- Prostanthera serpyllifolia
- Prostanthera sieberi
- Prostanthera spinosa
- Prostanthera splendens
- Prostanthera staurophylla
- Prostanthera striatiflora
- Prostanthera stricta
- Prostanthera suborbicularis
- Prostanthera teretifolia
- Prostanthera tysoniana
- Prostanthera verticillaris
- Prostanthera violacea
- Prostanthera walteri
- Prostanthera wilkieana